# Spirits (Stargate SG-1)
Spirits (Espíritus) es el decimotercer episodio de la segunda temporada de la serie de televisión de ciencia ficción Stargate SG-1. Corresponde al trigésimo quinto episodio de toda la serie. 

## Trama
Mientras el general Hammond está mostrando al SG-1 un metal nuevo conocido como Trinium, descubierto en PX4-887 por el SG-11, el Stargate se activa repentinamente. Se recibe la señal del SG-11 y el Iris es abierto. Pero en vez del equipo, llega una flecha de Trinium que atraviesa el vidrio de la ventana y el brazo de O'Neill. Mientras el coronel es dejado en la enfermería, el resto del SG-1 es enviado al planeta, para averiguar lo que le ocurrió al SG-11 y negociar más Trinium con los nativos.
Allí, el equipo llega al campamento minero SG, pero no encuentra a nadie. Explorando, encuentran en el bosque una extraña estatua de Trinium que muestra la historia como los Goa'uld fueron expulsados del planeta por un “Espíritu” llamado Xéls. De repente, son atacados por varios individuos, parecidos a los nativos Americanos, que los dejan inconscientes usando dardos con droga. Cuando se despiertan, un nativo llamado Tonane los saluda alegremente. Él les devuelve sus armas, pero dice no saber que paso con el SG-11. Después menciona que sus “Espíritus” posiblemente sepan que le ocurrió a los mineros SG, y junto con Daniel, Teal'c y Carter, van al bosque para comunicarse con ellos y buscar respuestas. En ese momento, un cuervo y un lobo blanco aparecen y detrás de ellos, de una extraña niebla salen los miembros del SG-11, que no recuerdan que pasó durante las últimas 48 horas. Con el equipo ya recuperado, Carter continúa negociando con los jefes de la Tribu Salish. Estos rechazan los métodos iniciales para extraer Trinium de la tierra, pero Carter dice que hay otras formas, menos dañinas para la naturaleza, de extraer el mineral, y para discutir eso Tonane es traído al SGC.
Durante esta reunión, se le muestra a Tonane los métodos alternativos, pero este aun dice que son muy destructivos. En lugar, él les ofrece el Trinium que los Espíritus les envían a través del río, pero esto no es mucho y no lo suficientemente rápido para el requerimiento de la Tierra. Luego, en privado, Hammond comunica al SG-1 los planes del NID para extraer Trinium, cuando los Salish emigren a otra parte durante el invierno. El equipo no aprueba esto, pero también deben participar porque son órdenes superiores. Pronto se revela, sin embargo, que los miembros del SG-11 que rescataron, eran en realidad los “Espíritus” Salish disfrazados, quienes al saber del plan, comienzan a desaparecer a la gente de la base, simplemente agitando sus abrazos y reemplazándolas en varias ocasiones para distraer a los demás. No obstante, el SG-1 logra neutralizar al “espíritu” Xéls usando un Zat. Mientras O'Neill intenta mostrar a Tonane que son en realidad los “Espíritus”, Daniel tratará de razonar con otro “espíritu”, T'akaya, y la convence para que le diga a Xéls que los escuche.
Después de que Xéls es encontrado y curado, pide a Takaya que destruya el SGC, pero esta le dice que primero debe escuchar a O'Neill y a Daniel. Logran convencerlo que vuelvan a casa pacíficamente y que para evitar que la Tierra robe Trinium bloqueen el Portal. Además les piden que se revelen a Tonane en su verdadera forma y le pregunten si le gusta esta o su anterior forma, para verlos. Totane contesta que cualquier forma estará bien, así los Espíritus deciden abandonar su forma animal y permanecer en su verdadera forma extraterrestre. El personal de la base reaparece, y los “espíritus” y Tonane regresan a su mundo.

## Artistas invitados
- Rodney A. Grant como Tonane.
- Alex Zahara como Xe'ls.
- Christina Cox como T'akaya.
- Kevin McNulty como el doctor Warner.
- Roger R. Cross como el capitán Conner.
- Laara Sadiq como la técnico Davis.